# Daniel Quirós
Daniel Quirós Pérez (Puntarenas, 21 de enero de 1992) es un futbolista costarricense. Juega como delantero y su actual equipo es el Puntarenas Futbol Club, de la primera división de Costa Rica.

## Trayectoria
Daniel Quirós es originario del barrio El Carmen de Puntarenas. Inició su carrera deportiva en las divisiones menores del Puntarenas F.C., donde hizo su debut en la Primera División a sus 20 años, el 19 de febrero del 2012 en derrota 2 a 1 de visita frente a Orión FC. En ese encuentro, Quirós anotó el único gol de su equipo.
En el campeonato de Verano 2012 la Unión de Clubes de Fútbol de la Primera División (UNAFUT) le otorgó el premio como la "Revelación Sub-21". Su mejor temporada fue en el Invierno 2013, al ser el máximo goleador de su equipo con 8 goles.
Luego del descenso del equipo porteño a la Segunda División, y ante un incumplimiento de contrato, Quirós se desligó de Puntarenas F.C. y firmó por dos torneos cortos con el Club Sport Cartaginés.

## Clubes
| Club                                      | País       | Año           |
| ----------------------------------------- | ---------- | ------------- |
| Puntarenas Fútbol Club                    | Costa Rica | 2011 - 2014   |
| Club Sport Cartaginés                     | Costa Rica | 2014 - 2015   |
| Santos de Guápiles                        | Costa Rica | 2015 - 2016   |
| Asociación Deportiva y Recreativa Jicaral | Costa Rica | 2016          |
| Guadalupe Fútbol Club                     | Costa Rica | 2017-2018     |
| La U Universitarios                       | Costa Rica | 2019-2020     |
| Puntarenas Fútbol Club                    | Costa Rica | 2020 - 2023   |
| Puntarenas Fútbol Club                    | Costa Rica | 2024 - actual |